# Arquebisbat de Foggia-Bovino

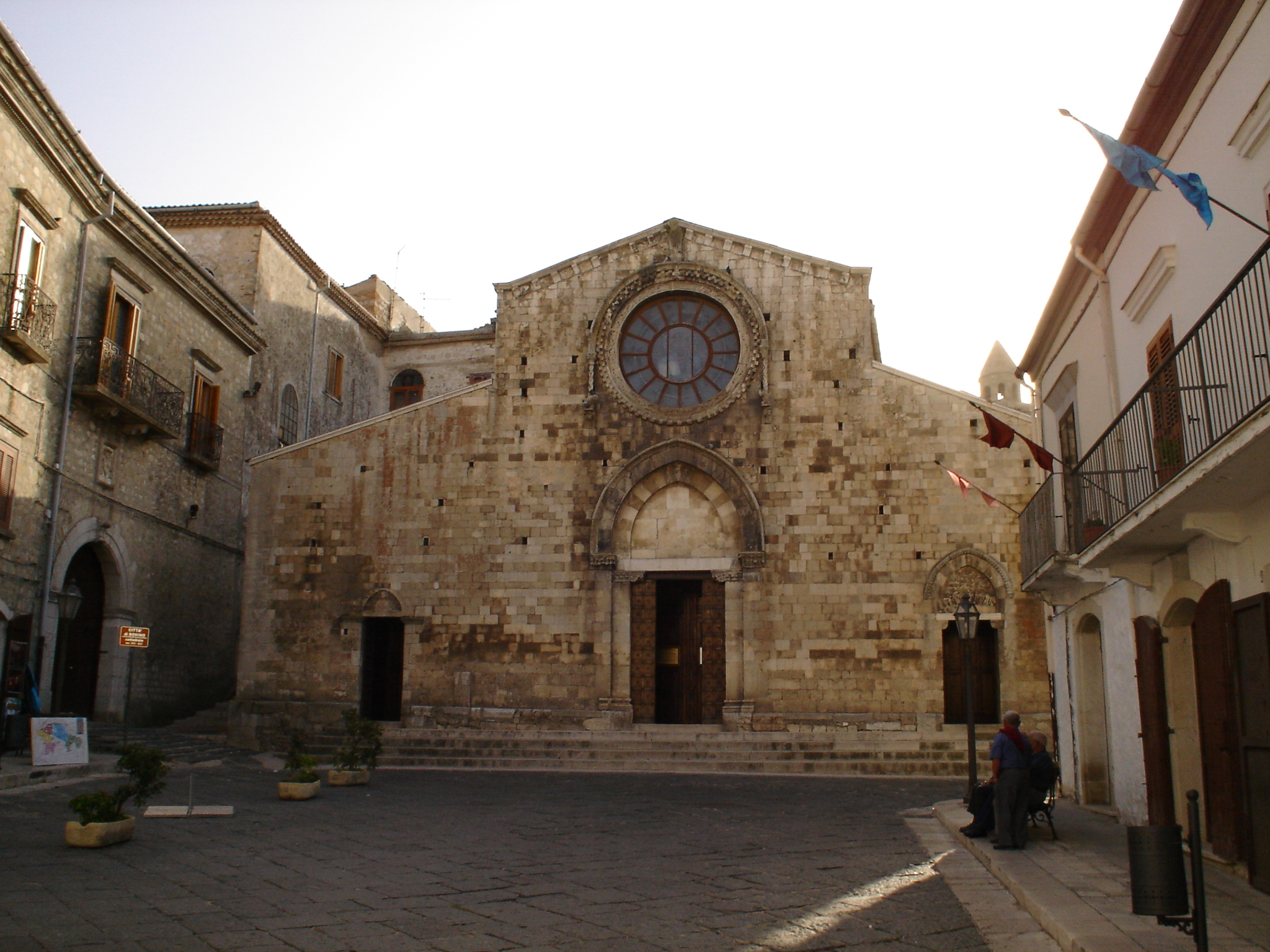
La catedral de Bovino, cocatedral de l'arxidiòcesi

L'arquebisbat de Foggia-Bovino (italià: Arcidiocesi di Foggia-Bovino; llatí: Archidioecesis Fodiana-Bovinensis) és una seu metropolitana de l'Església catòlica que pertany a la regió eclesiàstica Pulla. El 2006 sumava amb 217.100 batejats al voltant de 218.300 habitants. Actualment està dirigida per l'arquebisbe Vincenzo Pelvi.
La patrona de l'arxidiòcesi és la Beata Vergine Maria dell'Iconavetere, mentre que sant Marc d'Ecana és el copatró.

## Territori
L'arxidiòcesi comprèn els pobles d'Accadia, Bovino, Castelluccio dei Sauri, Deliceto, Foggia, Panni, Monteleone di Puglia, San Marco in Lamis i Sant'Agata di Puglia.
La seu arxiepiscopal es troba a la ciutat de Foggia, on es troba la catedral de Maria Santissima Assunta in cielo, anomenada també Iconavetere o dei Sette Veli. A Bovino es troba la Cocatedral de Beata Maria Vergine Assunta in Cielo.
El territori està dividit en 55 parròquies, agrupades en 6 arxiprestats: Foggia Centro Storico, Foggia Nord, Foggia Sud, Foggia Zone Rurali, Bovino i San Marco in Lamis.

## Història

### Bovino
Les primeres notícies de Bovino com a seu episcopal són del segle v: a la catedral es conservaven les relíquies de Sant Marc, el bisbe de la propera Eca (avui Troia). Tradicionalment es considera que el primer bisbe va ser Giovanni (499), que, però, com va assenyalar Lanzoni, va ser bisbe de Vibona.
Al voltant del 663, quan l'exèrcit de Constant II, en guerra contra el longobards, va envair les terres de la Daunia, Bovino va ser cremada i la seva Església devastada. La diòcesi de Bovino va romandre vacant fins al segle x i va ser administrat per l'arquebisbe de Benevent.
Quan Benevent va ser elevada a la dignitat metropolitana pel papa Joan XIII, l'arquebisbe Landulf renuncià a la guia de la seu vacant. Amb l'elecció del bisbe Giovanni (969), la diòcesi de Bovino va ser restaurada i va esdevenir sufragània de l'arxidiòcesi de Benevent.
El seminari diocesà va ser erigit pel bisbe Paolo Tolosa, que era també el nunci apostòlic davant Carles Manuel I de Savoia.

### Foggia
Originalment Foggia estava inclosa a la diòcesi de Troia: destruïda per un terratrèmol el 1731, la ciutat va ser reconstruïda i va experimentar un desenvolupament econòmic i demogràfic notable, de manera que en 1806 Josep Bonaparte va fer la capital de la Capitanata.
El 23 de setembre de 1806 el Papa Pius VII va erigir l'església de l'Assumpció de Foggia (on es guarda la imatge de l'Iconavetere) en basílica menor i 2 de desembre de 1808 concedí als canonges que oficiaven el privilegi d'usar l'hàbit de prelat.
A instància de la ciutadania Foggia, recolzat pel bisbe de Troia Anhonio Monforte i el rei Ferran II, el 25 de juny de 1855 el Papa Pius IX elevà Foggia a diòcesi immediatament subjecta a la Santa Seu: la jurisdicció del bisbe va ampliar el territori de la ciutat de Foggia i en la de l'antiga abadia nullius de San Marco in Lamis, que estaran sota la jurisdicció de l'arxidiòcesi de Manfredonia.
El 29 de setembre de 1933 la diòcesi de Foggia va convertir en part de la regió eclesiàstica beneventana en conformitat amb el decret Iam Pridem de la Sagrada Congregació Consistorial.
El 30 d'abril de 1979 el Papa Joan Pau II, mitjançant la butlla Sacrorum Antistites, en aplicació de les normes establertes pel Concili Vaticà II en l'àmbit dels districtes eclesiàstics, elevà Foggia al rang d'arxidiòcesi metropolitana i va reunir en la seva nova província eclesiàstica totes les diòcesis la regió de la Capitanata.

### Foggia-Bovino
El 14 de desembre de 1974 Giuseppe Lenotti, ja bisbe de Foggia, també va ser nomenat bisbe de Bovino, unint així in persona episcopi les dues seus.
El 30 de setembre de 1986, amb el decret Instantibus votis de la Congregació per als Bisbes, les dues seus van ser unides en plena unione i la nova circumscripció eclesiàstica assumí el nom actual.

## Cronologia episcopal

### Bisbes de Bovino
- Giovanni † (citat el 499)
- Papinio † (649 - ? mort)
- Giovanni † (citat all'd'abril de 971)
- Odo † (inicis de 1061 - finals de 1063)
- Ugo † (citat el 1099)
- Giso I † (inicis de 1100 - finals de 1118)
- Pandolfo † (citat el 1179)
- Giso II † (inicis de 1180 - finals de 1184)
- Roberto † (inicis de 1190 - 1215 mort)
- Guglielmo † (1215 - 1220 mort)
- Pietro I † (1220 - 1238 mort)
- Matteo I † (1238 - 1240 mort)
- Manerio † (1240 - 1244 mort)
- Giovanni Battista † (1244 - finals de 1265)
- Enrico † (1269 - 1285 mort)
- Riccardo † (citat el 1290)
- Pietro II † (citat el 1294)
- Alessandro † (1304 - 1309 mort)
- Giacomo † (1309 - 1328 mort)
- Rostagno † (1328 - 1329 mort)
- Ruggero, O.F.M. † (1 de maig de 1329 - 1340 mort)
- Matteo II † (1340 ? - ?)
- Giovanni † (? - ? mort)
- Guglielmo de Cabilone, O.P. † (8 de març de 1346 - ? mort)
- Nicola, O.S.B.Coel. † (19 de juny de 1349 - 1354 mort)
- Pietro d'Argentino, O.E.S.A. † (12 de febrer de 1354 - ? mort)
- Domenico de Sassinoro † (31 de gener de 1371 - ? mort)
- Bartolomeo Sparella, O.F.M. † (3 de setembre de 1371 - ?)
- Pietro Auletta, O.P. † (1381 - ?)
- Giovanni † (? - 1386 mort)
- Bernardo Ferrari † (2 de setembre de 1386 - ?)
- Antonio, O.F.M. † (8 de març de 1397 - 1403 nomenat bisbe de Tortiboli)
- Bartolomeo de Porta, O.E.S.A. † (24 d'agost de 1403 - ? mort)
- Pietro Auletta, O.P. † (15 d'abril de 1407 - 1425 mort) (per segon cop)
- Bartolomeo de Sperella, O.F.M. † (31 d'agost de 1425 - 1427 mort) (per segon cop)
- Pietro degli Scaleri † (28 de juliol de 1427 - 18 de març de 1463 mort)
- Natulo Lombardi † (18 d'abril de 1463 - 1477 mort)
- Giovanni Candida † (2 de març de 1477 - ? mort)
- Giovanni Battista Gagliardi † (10 de maig de 1499 - 1510 mort)
- Giovanni de' Capellani † (19 de març de 1513 - 1529 mort)
  - Benedetto Accolti † (24 de gener de 1530 - 15 d'abril de 1535 dimití) (administrador apostòlic)
  - Esteban Gabriel Merino † (15 d'abril de 1535 - 28 de juliol de 1535 mort) (administrador apostòlic)
- Alfonso Oliva, O.E.S.A. † (20 d'agost de 1535 - 13 de maig de 1541 nomenat arquebisbe d'Amalfi)
- Ferdinando D'Anna † (13 de maig de 1541 - 1565 mort)
- Giovanni Domenico D'Anna † (1565 - 1578 mort)
- Angelo Giustiniani † (14 de maig de 1578 - 26 d'agost de 1600 mort)
- Paolo Tolosa, C.R. † (30 d'abril de 1601 - 16 de desembre de 1615 nomenat bisbe de Chieti)
- Giovanni Antonio Galderisi † (11 de gener de 1616 - 1658 mort)
- Vincenzo Roviglioni † (3 de juny de 1658 - 14 de setembre de 1669 mort)
- Francesco Antonio Curzio † (30 de juny de 1670 - d'agost de 1672 mort)
- Giuseppe di Giacomo † (27 de febrer de 1673 - 21 de març de 1684 mort)
- Angelo Cerasi † (5 de febrer de 1685 - 11 de desembre de 1728 mort)
- Antonio Lucci, O.F.M. † (7 de febrer de 1729 - 25 de juliol de 1752 mort)
- Tommaso Pacelli † (27 de novembre de 1752 - 4 d'octubre de 1780 mort)
- Nicola Molinari, O.F.M.Cap. † (15 de desembre de 1783 - 18 de gener de 1792 mort)
- Vincenzo Maria Parruco Tries, O.P. † (29 de gener de 1798 - 8 d'agost de 1798 mort)
  - Sede vacante (1798-1818)
- Paolo Garzilli † (2 d'octubre de 1818 - 2 de juliol de 1832 nomenat bisbe de Sessa Aurunca)
- Francesco Iovinelli, C.M. † (29 de juliol de 1833 - 8 de novembre de 1836 mort)
- Francesco Saverio Farace † (2 d'octubre de 1837 - 10 de maig de 1851 mort)
- Filippo Gallo, C.M. † (18 de març de 1852 - 9 de març de 1858 dimití)
- Giovanni Montuoro † (20 de juny de 1859 - 24 de març de 1862 mort)
  - Sede vacante (1862-1871)
- Alessandro Cantoli, O.F.M. † (22 de desembre de 1871 - 16 d'octubre de 1884 mort)
- Salvatore Maria Bressi, O.F.M.Cap. † (10 de novembre de 1884 - 23 de maig de 1887 nomenat arquebisbe d'Otranto)
- Michele de Jorio † (25 de novembre de 1887 - 4 de febrer de 1898 nomenat bisbe de Castellammare di Stabia)
- Giuseppe Padula † (24 de març de 1898 - 2 d'agost de 1908 nomenat bisbe d'Avellino)
- Uberto Maria Fiodo † (9 de desembre de 1910 - 24 d'abril de 1922 nomenat bisbe de Castellammare di Stabia)
- Cornelio Sebastiano Cuccarollo, O.F.M.Cap. † (27 de març de 1923 - 24 d'octubre de 1930 nomenat arquebisbe de Otranto)
  - Sede vacante (1930-1937)
- Innocenzo Alfredo Russo, O.F.M. † (13 de març de 1937 - 9 de desembre de 1959 jubilat)
- Renato Luisi † (17 de desembre de 1959 - 30 de juny de 1963 nomenat bisbe de Nicastro)
  - Sede vacante (1963-1974)
- Giuseppe Lenotti † (14 de desembre de 1974 - 28 de gener de 1981 mort)
- Salvatore De Giorgi (4 d'abril de 1981 - 30 de setembre de 1986 nomenat arquebisbe de Foggia-Bovino)

### Bisbes de Foggia
- Bernardino Maria Frascolla † (16 de juny de 1856 - 30 de desembre de 1869 mort)
- Geremia Cosenza, O.F.M. † (23 de febrer de 1872 - 15 de març de 1882 mort)
- Domenico Marinangeli † (27 de març de 1882 - 16 de gener de 1893 nomenat arquebisbe de Trani)
- Carlo Mola, C.O. † (12 de juny de 1893 - 29 d'abril de 1909 nomenat bisbe titular de Sasima)
- Salvatore Bella † (29 d'abril de 1909 - 17 de desembre de 1920 nomenat bisbe d'Acireale)
- Pietro Pomares y de Morant † (27 d'agost de 1921 - 16 d'octubre de 1924 nomenat arquebisbe de Bari)
- Fortunato Maria Farina † (18 de desembre de 1924 - 1 de febrer de 1954 nomenat arquebisbe titular d'Adrianopoli di Onoriade)
- Giuseppe Amici † (1 de febrer de 1954 - 1 de febrer de 1955 nomenat bisbe de Cesena)
- Paolo Carta † (9 de març de 1955 - 22 de març de 1962 nomenat arquebisbe de Sàsser)
- Giuseppe Lenotti † (18 d'abril de 1962 - 28 de gener de 1981 mort)
- Salvatore De Giorgi (4 d'abril de 1981 - 30 de setembre de 1986 nomenat arquebisbe de Foggia-Bovino)

### Arquebisbes de Foggia-Bovino
- Salvatore De Giorgi (30 de setembre de 1986 - 10 d'octubre de 1987 nomenat arquebisbe de Tàrent)
- Giuseppe Casale (7 de maig de 1988 - 27 de maig de 1999 jubilat)
- Domenico Umberto D'Ambrosio (27 de maig de 1999 - 8 de març de 2003 nomenat arquebisbe de Manfredonia-Vieste-San Giovanni Rotondo)
- Francesco Pio Tamburrino, O.S.B. (2 d'agost de 2003 - 11 d'octubre de 2014 jubilat)
- Vincenzo Pelvi, des de l'11 d'octubre de 2014

## Estadístiques
A finals del 2006, l'arxidiòcesi tenia 218.300 batejats sobre una població de 217.100 persones, equivalent al 99,5% del total.
| any                          | població | població | població | sacerdots | sacerdots       | sacerdots       | sacerdots             | diaques | religiosos | religiosos | parroquies |
| ---------------------------- | -------- | -------- | -------- | --------- | --------------- | --------------- | --------------------- | ------- | ---------- | ---------- | ---------- |
| any                          | batejats | total    | %        | total     | clergat secular | clergat regular | batejats por sacerdot | diaques | homes      | dones      |            |
| Diòcesi de Foggia            |          |          |          |           |                 |                 |                       |         |            |            |            |
| 1949                         | 100.000  | 115.000  | 87,0     | 105       | 65              | 40              | 952                   |         | 74         | 137        | 18         |
| 1969                         | 153.346  | 156.165  | 98,2     | 110       | 61              | 49              | 1.394                 |         | 69         | 354        | 32         |
| 1980                         | 167.600  | 172.600  | 97,1     | 168       | 77              | 91              | 997                   |         | 127        | 325        | 38         |
| Diòcesi de Bovino            |          |          |          |           |                 |                 |                       |         |            |            |            |
| 1950                         | 37.400   | 37.477   | 99,8     | 32        | 24              | 8               | 1.168                 |         | 5          | 40         | 12         |
| 1959                         | 37.365   | 37.369   | 100,0    | 34        | 24              | 10              | 1.098                 |         | 8          | 30         | 12         |
| 1970                         | 35.200   | 35.242   | 99,9     | 32        | 23              | 9               | 1.100                 |         | 9          | 28         | 14         |
| 1980                         | 23.500   | 23.810   | 98,7     | 26        | 20              | 6               | 903                   |         | 6          | 30         | 13         |
| Arxidiòcesi de Foggia-Bovino |          |          |          |           |                 |                 |                       |         |            |            |            |
| 1990                         | 205.000  | 208.365  | 98,4     | 184       | 100             | 84              | 1.114                 | 1       | 95         | 302        | 54         |
| 1999                         | 186.145  | 188.290  | 98,9     | 172       | 82              | 90              | 1.082                 | 7       | 97         | 252        | 55         |
| 2000                         | 185.549  | 187.649  | 98,9     | 165       | 85              | 80              | 1.124                 | 7       | 87         | 250        | 55         |
| 2001                         | 185.420  | 187.338  | 99,0     | 163       | 86              | 77              | 1.137                 | 9       | 84         | 244        | 55         |
| 2002                         | 210.000  | 212.508  | 98,8     | 160       | 86              | 74              | 1.312                 | 9       | 84         | 230        | 55         |
| 2003                         | 217.000  | 219.750  | 98,7     | 163       | 88              | 75              | 1.331                 | 10      | 85         | 228        | 56         |
| 2004                         | 217.000  | 219.200  | 99,0     | 164       | 89              | 75              | 1.323                 | 10      | 85         | 224        | 55         |
| 2006                         | 217.100  | 218.300  | 99,5     | 162       | 90              | 72              | 1.340                 | 9       | 79         | 214        | 55         |

### Per la seu de Bovino
- Dades publicades a www.catholic-hierarchy.org a la pàgina Bisbat de Bovino (anglès)
- Francesco Lanzoni, Le diocesi d'Italia dalle origini al principio del secolo VII (an. 604), vol. I, Faenza 1927, p. 304
- Giuseppe Cappelletti, Le chiese d'Italia dalla loro origine sino ai nostri giorni, Venezia 1864, vol. XIX, pp. 203–221
- Vincenzio d'Avino, Cenni storici sulle chiese arcivescovili, vescovili e prelatizie (nullius) del Regno delle Due Sicilie, Napoli 1848, pp. 79–93
- Pius Bonifacius Gams, Series episcoporum Ecclesiae Catholicae, Leipzig 1931, pp. 861–862 (llatí)
- Konrad Eubel, Hierarchia Catholica Medii Aevi, vol. 1 Arxivat 2019-07-09 a Wayback Machine., p. 139; vol. 2 Arxivat 2018-10-04 a Wayback Machine., p. 107; vol. 3 Arxivat 2019-03-21 a Wayback Machine., pp. 135–136; vol. 4 Arxivat 2018-10-04 a Wayback Machine., p. 120; vol. 5, p. 125; vol. 6, p. 129 (llatí)